# Gul Agha Sherzai
Gul Agha Sherzai (ur. 1954 w prowincji Nangarhar)  – afgański polityk, były gubernator prowincji Nangarhar w latach 2004-2013 i prowincji Kandahar w latach 1992-1994 oraz 2001-2003. Kandydat na prezydenta w wyborach w 2014 roku.

## Życiorys
Gul Agha Sherzai urodził się jako syn właściciela restauracji. Z pochodzenia jest Pasztunem. W młodości dołączył do ojca, walczącego w szeregach mudżahedinów w czasie wojny w Afganistanie. Po śmierci ojca w walce, przyjął nazwisko Sherzai, co w języku pasztuńskim oznacza syn lwa.
Po upadku władzy Ludowo-Demokratycznej Partii Afganistanu w 1991, Gul Agha Sherzai objął stanowisko gubernatora prowincji Kanadahar, które zajmował w latach 1992-1994. Jego rządy cechowały się dużą brutalnością. Po zdobyciu władzy w Afganistanie przez talibów w 1994, musiał uchodzić do miasta Kweta w sąsiednim Pakistanie.
Do Afganistanu powrócił dopiero jesienią 2001 po amerykańskiej inwazji w Afganistanie. Po zdobyciu władzy w Kabulu przez Sojusz Północny, Gul Agha Sherzai wraz z własnym wojskiem wkroczył do Kandaharu. W grudniu 2001 objął stanowisko gubernatora prowincji Kandahar, którym pozostał do 2003.
W 2004 został mianowany gubernatorem prowincji Nangarhar. W lipcu 2006 Sherzai przeżył próbę zamachu w czasie udziału w uroczystościach pogrzebowych niedaleko Dżalalabadu. Zginęło wówczas 5 policjantów, a kilkanaście osób zostało rannych.
W 2014 ubiegał się o urząd prezydenta Afganistanu.